# 傑雷峰
46°14′00″N 10°40′44″E / 46.23326°N 10.67899°E
傑雷峰（義大利語：Cimon della Gere），是意大利的山峰，位於該國北部，由特倫蒂諾-上阿迪傑大區負責管轄，屬於阿達梅洛-普雷薩內拉阿爾卑斯山脈的一部分，海拔高度3,015米，每年平均降雨量1,357毫米。